# Attente (marketing)
Pour les articles homonymes, voir Attente.
Les attentes du marché ou des clients sont, en marketing, l'ensemble des standards personnels que le marché ou les clients utilisent pour juger de la qualité d'un service.
On parlera aussi des attentes des parties prenantes d'une entreprise.

## Attentes et développement durable
Les questions liées au développement durable peuvent générer des attentes chez les utilisateurs de l'informatique, ainsi que des attentes chez les clients des entreprises.